# 木下芋螺
木下芋螺（学名：Conus kinoshitai）为芋螺科芋螺屬下的一个种。